# Vinton Hayworth
Vinton Hayworth (* 4. Juni 1906 in Washington, D.C.; † 21. Mai 1970 in Van Nuys, Kalifornien) war ein US-amerikanischer Schauspieler.

## Leben
Hayworth begann in den 1920er Jahren seine Schauspielkarriere als Darsteller und Nachrichtensprecher für Radioprogramme. Daneben trat er auch an verschiedenen Bühnen auf, u. a. am Broadway in New York. Ab 1934 übernahm er erste Rollen in Spielfilmen, wobei er bisweilen das Pseudonym Jack Arnold verwendete, das er einer von ihm verkörperten Figur aus der Radiosendung Myrt and Marge entlehnte. Hayworth spielte fortan in zahlreichen B-Filmen unterschiedlicher Genres wie in der Abbott-und-Costello-Filmkomödie It Ain’t Hay (1943), dem Filmdrama The Great Man (1956; von und mit José Ferrer) oder dem Horrorfilm Die Schreckenskammer (1966). Der wahrscheinlich bekannteste Film, zu dessen Besetzung Hayworth gehörte, war Stanley Kubricks Monumentalepos Spartacus mit Kirk Douglas in der Titelrolle.
Ab Mitte der 1940er Jahre wirkte Hayworth auch vermehrt in Fernsehproduktionen mit. Er erhielt Gastrollen in zahlreichen populären Fernsehserien wie Perry Mason, Rauchende Colts, The Munsters oder Big Valley. Besondere Bekanntheit erlangte er durch seine Rolle in Sidney Sheldons Bezaubernde Jeannie. In dieser Fantasy-Comedyserie verkörperte Hayworth als NASA-General Winfield Schaeffer den Vorgesetzten von Major Anthony Nelson, der von Larry Hagman gespielt wurde. Insgesamt wirkte Hayworth in weit mehr als 100 verschiedenen Film- und Fernsehproduktionen mit.
Zudem gehörte Hayworth zu den Gründungsmitgliedern des US-amerikanischen Verbandes von Radio- und Fernsehschaffenden („AFTRA“), dem er von 1951 bis 1954 als Präsident vorstand.
Seine ältere Schwester Volga war die Mutter von Schauspielerin Rita Hayworth, die sich zu Beginn ihrer Karriere noch Rita Cansino nannte und ab 1937 Hayworth als Künstlernamen verwendete. Durch seine Heirat mit Jean Owens wurde Vinton Hayworth auch der Onkel von Ginger Rogers, die ihm in ihren Filmen wie Vivacious Lady (1938), Sorgenfrei durch Dr. Flagg – Carefree (Carefree, 1938) und William Dieterles Film Heirate mich, Gauner! (The Confession, 1964) kleine Nebenrollen verschaffte.
Am 21. Mai 1970 starb Vinton Hayworth im Alter von 63 Jahren an einem Herzinfarkt.

## Filmografie (Auswahl)
- 1936: Night Waitress
- 1937: China Passage
- 1937: Hitting a New High
- 1938: Vivacious Lady
- 1938: Sorgenfrei durch Dr. Flagg – Carefree (Carefree)
- 1938: Tarnished Angel
- 1939: When Tomorrow Comes
- 1940: Danger on Wheels
- 1941: Die Frau mit den zwei Gesichtern (Two-Faced Woman)
- 1942: Saboteure (Saboteur)
- 1942: Der große Wurf (The Pride of the Yankees)
- 1943: It Comes Up Love
- 1950: Gesetzlos (Backfire)
- 1951–1953: Martin Kane, Private Eye (Fernsehserie, 44 Folgen)
- 1953–1955: You Are There (Fernsehserie, vier Folgen)
- 1955: The Way of the World (Fernsehserie, 14 Folgen)
- 1956: Playboy – Marsch, marsch! (The Girl He Left Behind)
- 1956: The Great Man
- 1956–1957: Alfred Hitchcock präsentiert (Alfred Hitchcock Presents; Fernsehserie, vier Folgen)
- 1956–1964: Rauchende Colts (Gunsmoke; Fernsehserie, drei Folgen)
- 1957: The Adventures of Ozzie and Harriet (Fernsehserie, drei Folgen)
- 1957: Official Detective (Fernsehserie, eine Folge)
- 1958: Zorro (Fernsehserie, 13 Folgen)
- 1959–1962: Lawman (Fernsehserie, zehn Folgen)
- 1960: Dezernat M (M Squad; Fernsehserie, eine Folge)
- 1960: Dennis, Geschichten eines Lausbuben (Dennis the Menace; Fernsehserie, eine Folge)
- 1960: Spartacus
- 1960–1962: Perry Mason (Fernsehserie, drei Folgen)
- 1960–1963: Am Fuß der blauen Berge (Laramie; Fernsehserie, fünf Folgen)
- 1961–1965: Hazel (Fernsehserie, sechs Folgen)
- 1962: Mutter ist die Allerbeste (The Donna Reed Show; Fernsehserie, eine Folge)
- 1962: Sprung aus den Wolken (Ripcord; Fernsehserie, eine Folge)
- 1963: Hawaiian Eye (Fernsehserie, eine Folge)
- 1963: The Dakotas (Fernsehserie, eine Folge)
- 1964: Heirate mich, Gauner! (The Confession)
- 1965: The Munsters (Fernsehserie, eine Folge)
- 1965–1967: Green Acres (Fernsehserie, drei Folgen)
- 1966: Die Schreckenskammer (The Chamber of Horrors)
- 1966: Batman (Fernsehserie, eine Folge)
- 1966: The Beverly Hillbillies (Fernsehserie, eine Folge)
- 1966: Laredo (Fernsehserie, eine Folge)
- 1967: Pistolen und Petticoats (Pistols ‘n’ Petticoats; Fernsehserie, eine Folge)
- 1967: Dick Tracy (Fernsehfilm)
- 1967–1969: Polizeibericht (Dragnet; Fernsehserie, drei Folgen)
- 1968: Big Valley (Fernsehserie, eine Folge)
- 1968–1970: Bezaubernde Jeannie (I dream of Jeannie; Fernsehserie, 20 Folgen)
- 1969: Dr. med. Marcus Welby (Marcus Welby, M.D.; Fernsehserie, eine Folge)